# Герберга Лотарингска
Герберга Лотарингска фон Юлих (на немски: Gerberge von Jülich; на френски: Gerberge de Metz; * 925/935; † ок. 995 / пр. 24 май 996) от фамилията Матфриди (Герхардини), е чрез женитба графиня на Гелдерн и господарка на Цутфен, основателка на женски манастир.

## Биография
Тя е дъщеря на граф Готфрид от Юлих († сл. 949), граф на Юлихгау, пфалцграф на Лотарингия, и съпругата му Ерментруда Френска (* 908/909) от род Каролинги, най-възрастната дъщеря на Шарл III, крал на Западнофранкското кралство, и първата му съпруга Фредеруна. Сестра е на Годфрид I († 964), херцог на Долна Лотарингия. Племенница е на архиепископа на Кьолн Вигфрид († 953) и роднина на крал Ото I Велики, крал Хайнрих I Птицелов († 936) и Карл Велики.
Герберга се омъжва ок. 960 г. за граф Мегингоц фон Гелдерн (* ок. 920; † 998/1001). През 976 или 977 г. единственият им син и наследник Готфрид е убит в боевете против Бохемия. В негова чест Герберга и Мегингоц основават през 978 г. на нейна земя във Вилих до Бон един женски манастир („Св. Аделхайдис-Щифт“) и поставят най-малката си дъщеря Аделхайд за абатиса. След основаването на манастира нейният съпруг се оттегля обратно в Гелдерн, където умира.

## Деца
Герберга и Мегингоц фон Гелдерн имат децата:
- Готфрид (* ок. 960; † 976/977, Бохемия)
- Ирмтруда (Имица, Ирментруда, Ерментруда) фон Авалгау (* 957; † 1020), омъжена пр. 960 г. за пфалцграф Хериберт фон Ветерау († 992) от фамилята Конрадини
- Алберада
- Бертрада († пр. 1002, Кьолн), абатиса на манастир Св. Мария в Капитол в Кьолн
- Аделхайд (* 965/970; † 5 февруари 1015/1018), абатиса на манастир Вилих, Светия